# Puriana convoluta
Puriana convoluta är en kräftdjursart som beskrevs av Teeter 1975. Puriana convoluta ingår i släktet Puriana och familjen Trachyleberididae. Inga underarter finns listade i Catalogue of Life.